# Bandera de La Pampa
La bandera de la provincia de La Pampa fue creada por la ley provincial 1513 del 10 de agosto de 1994.

## Descripción y simbología

La bandera se basó en el diseño propuesto por el Dr. José Carlos Ricci en 1993.

La bandera es idéntica a la bandera nacional de la República Argentina con sus dos franjas horizontales celestes y una franja blanca en cuyo centro ostenta el escudo de la provincia.

### Simbología del escudo
El azul representa la justicia, la perseverancia y la lealtad, mientras que el sinople refiere a la esperanza, la hospitalidad y la cortesía.
El sol naciente alude a la alborada de una nueva provincia que se incorporaba a la gran familia argentina.
Las lanzas pampas cruzadas por detrás del campo del escudo recuerdan el espíritu guerrero del indígena y las armas con las que defendió sus dominios.
Las espigas de trigo que circundan los campos del blasón hablan de la fertilidad de esta tierra; el caldén, nuestro árbol típico, evoca la inmensidad de la llanura, salpicada de montes bravíos y arbustos solitarios.
La figura del indio es un homenaje a la raza indígena que poblara estas tierras y cuyo desplazamiento permitió la ocupación, poblamiento e incorporación de estas regiones a la comunidad geográfica, política y económica de la República Argentina.
Finalmente, la cinta azul y blanca que reúne las espigas señala que integramos la Nación Argentina, con todos los derechos y deberes que el sistema federal confiere y exige a las provincias.

## Banderas de municipios de La Pampa

Conhello
Lonquimay
Parera
Toay